# نورمان فيشر
نورمان فيشر (بالإنجليزية: Norman Fisher)‏ (8 مارس 1916 – 12 فبراير 1991) هو ملاكم نيوزيلندي راحل، مثّل بلاده في الألعاب الأولمبية الصيفية 1936.

## روابط خارجية
نورمان فيشر على موقع بوكس ريك (الإنجليزية) (registration required)
- نورمان فيشر على موقع أوليمبيديا (الإنجليزية)
- نورمان فيشر على موقع اللجنة الأولمبية النيوزيلندية (الإنجليزية)